# Елдон (Міссурі)
Елдон (англ. Eldon) — місто (англ. city) в США, в окрузі Міллер штату Міссурі. Населення — 4416 осіб (2020).

## Географія
Елдон розташований за координатами 38°21′4″ пн. ш. 92°34′36″ зх. д. / 38.35111° пн. ш. 92.57667° зх. д. (38.351133, -92.576686).  За даними Бюро перепису населення США в 2010 році місто мало площу 9,22 км², уся площа — суходіл.

## Демографія
Згідно з переписом 2010 року, у місті мешкало 4567 осіб у 1984 домогосподарствах у складі 1158 родин. Густота населення становила 496 осіб/км².  Було 2242 помешкання (243/км²).
Расовий склад населення:
| - 95,9 % — білих - 0,5 % — корінних американців - 0,5 % — чорних або афроамериканців - 0,4 % — азіатів - 0,3 % — вихідців з тихоокеанських островів |

До двох чи більше рас належало 1,9 %. Частка іспаномовних становила 1,4 % від усіх жителів.
За віковим діапазоном населення розподілялося таким чином: 24,7 % — особи молодші 18 років, 56,2 % — особи у віці 18—64 років, 19,1 % — особи у віці 65 років та старші. Медіана віку мешканця становила 38,7 року. На 100 осіб жіночої статі у місті припадало 88,6 чоловіків;  на 100 жінок у віці від 18 років та старших — 82,9 чоловіків також старших 18 років.
Середній дохід на одне домашнє господарство  становив 34 075 доларів США (медіана — 24 852), а середній дохід на одну сім'ю — 38 499 доларів (медіана — 29 762). За межею бідності перебувало 43,5 % осіб, у тому числі 79,2 % дітей у віці до 18 років та 14,5 % осіб у віці 65 років та старших.
Цивільне працевлаштоване населення становило 1776 осіб. Основні галузі зайнятості: роздрібна торгівля — 32,2 %, освіта, охорона здоров'я та соціальна допомога — 12,6 %, мистецтво, розваги та відпочинок — 9,6 %, будівництво — 9,1 %.